# Atheta makepeacei

Atheta makepeacei  (лат.) — вид коротконадкрылых жуков из подсемейства Aleocharinae. Канада.

## Распространение
Встречается в провинциях Нью-Брансуик (Канада).

## Описание
Мелкие коротконадкрылые жуки, длина тела 2,7 мм. Основная окраска чёрная и коричневая. Большинство взрослых особей были собраны из содержимого гнезда пёстрой неясыти Strix varia (гнездящейся в дуплах деревьев), которое состояло из влажного и вонючего органического материала из гранул, перьев, меха и мелких костей. Вполне возможно, что этот вид связан с птицами и других видов, которые гнездятся в дуплах деревьев. Взрослые были собраны с мая до августа. Вид был впервые описан в 2016 году канадскими энтомологами Яном Климашевским (Jan Klimaszewski; Laurentian Forestry Centre, Онтарио, Канада) и Реджинальдом Вебстером (Reginald P. Webster). Видовое название дано в честь Scott Makepeace, нашедшего типовую серию.